# Akın Öztürk
Akın Öztürk (ur. 21 lutego 1952 w Gümüşhane) – turecki pilot i dowódca wojskowy.
W latach 2013–2015 był naczelnym dowódcą Tureckich Sił Powietrznych, zaś od sierpnia 2015 członkiem Najwyższej Rady Wojskowej. 
Po nieudanym zamachu stanu w Turcji z 15 na 16 lipca 2016, gen. Öztürk został aresztowany, a następnie przedstawiony przez telewizję państwową jako jeden z organizatorów puczu.